# Falsonerdanus sakaii
Falsonerdanus sakaii là một loài bọ cánh cứng trong họ Oedemeridae. Loài này được Akiyama miêu tả khoa học năm 2005.